# Respendial
Respendial také Respindal (4. století? – 5. století?) byl král jedné ze dvou skupin Alanů, kmenového svazu íránského původu, který významně zasáhl do evropských poměrů na počátku 5. století našeho letopočtu, v době stěhování národů. Alani pod velením Respendiala spolu s Vandaly a Svéby na konci roku 406 překročili zamrzlý Rýn a v bitvě u Mohuče zvítězili nad Franky.. Vítězstvím vstoupili do Západořímské říše a otevřeli si cestu k invazi do Gálie.
Druhou skupinu Alanů vedl Goar, který se spojil s Římany. Respendial se naopak po smrti vandalského krále Godigisela v bitvě u Mohuče přiklonil na stranu Vandalů a tím je zachránil před zničením. Spolu se Silingy, hasdigskými Vandaly a Svéby po překročení Rýna postupovali dále na západ. Respendial s Alany v 409 n. l. přešel Gálii a vstoupil do Hispánie, kde se usadil.
Jeho osud je neznámý. Jeho nástupcem byl Attaces, který byl zabit v roce 418 n. l. Vizigóty, kteří napadli Hispanii. Poté se tato skupina Alanů sjednotila s hasdigskými Vandaly.